# Friedhelm Funkel
Friedhelm Funkel   (Neuss, 10 de desembre de 1953) és un entrenador de futbol alemany.

## Futbolista
Friedhelm Funkel va jugar en 471 partits de la Lliga alemanya de futbol entre 1974 i 1990, en els quals va marcar 149 gols. El 1985 va guanyar la Copa alemanya de futbol amb el Bayer Uerdingen.

## Carrera d'entrenador
Funkel va ser gerent de Duisburg entre el 13 de maig de 1996 i el 24 de març de 2000. Va acabar amb un rècord de 56 victòries, 47 empats i 59 derrotes.
Va ser entrenador del Hansa Rostock del 19 de setembre de 2000 a l'1 de desembre de 2001. Va acabar amb un rècord de 13 victòries, 10 empats i 22 derrotes. Va ser gerent de 1. FC Köln del 14 de febrer de 2002 al 30 d'octubre de 2003. Va acabar amb un rècord de 29 victòries, 15 empats i 19 derrotes.

###### Eintracht Frankfurt
Funkel va ser entrenador de l'Eintracht Frankfurt del 2004 al 2009. Posteriorment va ser alliberat del seu contracte l'1 de juliol de 2009. Va dirigir el club a la Bundesliga en la seva primera temporada al càrrec. Un any després, ell i l'equip van evitar el descens i van arribar sorprenentment a la DFB-Pokal, que finalment els va enviar a la Copa de la UEFA.
Empat amb Erich Ribbeck, Funkel ostenta el rècord de més llarga estada a l'Eintracht, amb cinc temporades completes. Va acabar amb un rècord de 70 victòries, 50 empats i 74 derrotes.

###### Hertha BSC
El 3 d'octubre de 2009, Hertha BSC va presentar Funkel com a nou entrenador en cap després d'haver acomiadat Lucien Favre. Després que l'Hertha descendís, Funkel i el club van acordar mútuament no ampliar el seu contracte. Va acabar amb un rècord de set victòries, 10 empats i 16 derrotes.

###### VfL Bochum
El 22 de maig de 2010, va ser nomenat nou entrenador del VfL Bochum. El seu primer partit va ser una derrota per 3-0 davant el Kickers Offenbach a la primera ronda de la Copa d'Alemanya. Va ser acomiadat el 14 de setembre de 2011. El seu darrer partit va ser una derrota per 2-1 davant el Dynamo Dresden. Va acabar amb un rècord de 21 victòries, vuit empats i 16 derrotes.

## Entrenador
Després de retirar-se com a jugador professional, Funkel ha entrenat també el Bayer Uerdingen, MSV Duisburg, Hansa Rostock, i el 1. FC Köln.

## Palmarès

### Jugador
| Títol         | Club            | País     | Any       |
| ------------- | --------------- | -------- | --------- |
| Copa alemanya | Bayer Uerdingen | Alemanya | 1984-1985 |